# ميك مكارثي
مايكل جوزيف (ميك) مكارثي (بالإنجليزية: Mick McCarthy؛ مواليد 7 فبراير 1959) لاعب كرة قدم أيرلندي الجنسية إنجليزي المولد كان يجيد اللعب في مركز قلب الدفاع. حاليا هو مدرب نادي وولفرهامبتون واندررز الإنجليزي.

## المسيرة الرياضية كلاعب

### الأندية
بدأ مكارثي مسيرته الرياضية في نادي الدرجة الرابعة آنذاك بارنزلي وشارك في أول مباراة رسمية في 20 أغسطس 1977 أمام نادي روشدال وانتهت بالفوز 4–0. أمضى مع النادي موسمين في الدرجة الرابعة حتى استطاع التأهل إلى الدرجة الثالثة. بعد موسمين أيضا صعد إلى الدرجة الثانية. في ديسمبر 1983 رحل إلى نادي الدرجة الثانية مانشستر سيتي.
في أول موسم حقق نادي مانشستر سيتي التأهل إلى الدرجة الأولى وبالتالي تحقق حلمه في اللعب في دوري الأضواء والمشاهير. في موسمه الأول مع الكبار احتل النادي ترتيب في وسط الجدول ولكن في السنة التالية لم يستطع النادي النجاة من الهبوط. قرر مكارثي أن لا يلعب في دوري المظاليم مجددا لذلك وافق على الانتقال إلى نادي سيلتيك الاسكتلندي في مايو 1987.
في موسمه الأول ساهم بشكل فعال في الفوز ببطولة الدوري الإسكتلندي الممتاز وكأس رابطة الأندية الاسكتلندية المحترفة. في الموسم التالي حقق مكارثي مع نادي سلتيك بطولة كأس اسكتلندا واحتل المركز الثالث في بطولة الدوري.
قرر مكارثي استكشاف دولة جديدة ووافق على الانضمام إلى نادي ليون الفرنسي في يوليو 1989 ولكنه لم يستطع تقديم أداء باهر وكذلك فقد فرصته في المشاركة مع منتخب أيرلندا لذلك قرر العودة إلى إنجلترا والانضمام إلى نادي الدرجة الأولى ميلوول في مارس 1990 بعقد إعارة حتى نهاية الموسم. على الرغم من هبوط النادي إلى الدرجة الثانية إلا أن مكارثي وافق على تحويل عقد الإعارة إلى عقد دائم في مايو 1990 مقابل 200 ألف جنيه إسترليني. في الموسمين التاليين شارك في المباريات قليلة بسبب تقدمه في السن والإصابات التي لحقت به. نتيجة لذلك قرر اعتزال لعب كرة القدم نهائيا في 1992.

### المنتخب
بسبب أن أب مكارثي تشارلز أيرلندي فإن الاتحاد الدولي لكرة القدم سمح له بتمثيل منتخب أيرلندا. شارك مكارثي في أول مباراة دولية أمام منتخب بولندا في 23 مايو 1984 وديا وانتهت بالتعادل 0–0. استطاع مكارثي أن يكون الخيار الأول في مركز قلب الدفاع حيث شارك في جميع مباريات منتخب بلاده في نهائيات بطولة كأس الأمم الأوروبية لكرة القدم 1988 التي أقيمت في ألمانيا الغربية وخرج من الدور الأول متخلفا عن منتخبي الاتحاد السوفييتي وهولندا ومتقدما على منتخب إنجلترا. في نهائيات بطولة كأس العالم لكرة القدم 1990 التي أقيمت في إيطاليا حمل شارة القيادة وساهم في احتلال منتخب أيرلندا المركز الثاني بعدما حقق 3 تعادلات مع منتخبات إنجلترا، هولندا، ومصر وفي الدور الثمن النهائي فاز على منتخب رومانيا 5–4 بركلات الجزاء الترجيحية بعد انتهاء الوقتين الأصلي والإضافي بالتعادل 0–0 وفي الدور الربع النهائي خسر من منتخب إيطاليا المستضيف 0–1. تم تصنيف مكارثي كأكثر لاعب ارتكب أخطاء في البطولة. بشكل عام شارك مكارثي في 57 مباراة دولية مسجلا هدفان الأول في مرمى منتخب يوغوسلافيا في أبريل 1988 والثاني في مرمى منتخب الولايات المتحدة في يونيو 1992.

## المسيرة الرياضية كمدرب

### ميلوول
أصبح مكارثي لاعب ومدير فني في نادي ميلوول اعتبارا من مارس 1992 مخلفا بروس ريوتش في منصبه. في موسمه الأول 1992–1993 شارك في مباراة واحدة فقط ضمن بطولة كأس أنغلو–إيطاليا ومن الموسم التالي أصبح مديرا فنيا فقط.
في موسم 1993–1994 أهل النادي للعب في تصفيات الصعود إلى الدرجة الأولى بعدما احتل المركز الثالث ولكنه خسر في الدور النصف النهائي من نادي ديربي كاونتي. خلال موسم 1995–1996 أصبح مكارثي أحد المرشحين الرئيسيين لتولي تدريب منتخب أيرلندا بعد تقديم جاك تشارلتون استقالته. في 3 فبراير 1996 قدم استقالته من تدريب نادي ميلوول وبعد يومين تم الإعلان رسميا عن توليه تدريب منتخب بلاده. كان نادي ميلوول يبتعد عن منطقة الهبوط إلى الدرجة الثانية بفارق 14 نقطة ولكن في نهاية الموسم هبط بفارق الأهداف عن منافسه بورتسموث.
يعود السبب الرئيسي لهبوط نادي ميلوول تحت قيادة المدير الفني جيمي نيكول خليفة مكارثي هو التعاقد مع الروسيان سيرغي يوران وفاسيلي كولكوف من نادي سبارتاك موسكو الروسي ودفع ما يساوي 5 أضعاف ما يتم دفعه كرواتب لبقية اللاعبين وبالتالي زادت الغيرة بينهم.

### منتخب أيرلندا
بعدما فشل مكارثي في التأهل إلى نهائيات بطولة كأس العالم لكرة القدم 1998 التي أقيمت في فرنسا وبطولة كأس الأمم الأوروبية لكرة القدم 2000 التي أقيمت في هولندا وبلجيكا فقد استطاع أخيرا التأهل إلى بطولة كأس العالم لكرة القدم 2002 التي أقيمت في كوريا الجنوبية واليابان معا. أثناء معسكر المنتخب قبل البطولة مباشرة حدث خلاف شهير بين مكارثي ولاعب الوسط روي كين حيث ادعى الأخير بأن جودة التحضيرات ومركز التدريبات ليس بالمستوى المطلوب مما حدا بالأول إلى إرسال الثاني إلى بلاده كعقاب له.
على الرغم من الذي حصل فإن منتخب أيرلندا استطاع احتلال المركز الثاني في المجموعة الخامسة بعد تعادله مع منتخبي ألمانيا والكاميرون بنفس النتيجة 1–1 وفوزه على منتخب السعودية 3–0. في الدور الثمن النهائي واجه منتخب إسبانيا حيث انتهى الوقتين الأصلي والإضافي بالتعادل 1–1 وفي الركلات الجزاء الترجيحية سقط لاعبو مكارثي بنتيجة 2–3. في المحصلة النهائية احتل منتخب أيرلندا المركز التاسع بين منتخبات البطولة والمركز الخامس بين المنتخبات الأوروبية. على الرغم من ذلك فإن الخلاف مع كين استمر ولام الجميع مكارثي على استبعاده مما دعا اتحاد إيرلندا لكرة القدم لفتح تحقيق حول ما جرى.
زاد انتقاد وسائل الاعلام الرياضية لمكارثي بعد البداية السيئة لمنتخب أيرلندا في تصفيات بطولة كأس الأمم الأوروبية لكرة القدم 2004 التي ستقام في البرتغال خصوصا أنه ملتزم بلعب بطريقة لعب واستدعاء لاعبين غير مناسبين مما جعل منتخب أيرلندا يخسر مرتين الأولى خارج أرضه من منتخب روسيا 2–4 والثاني على أرضه من منتخب سويسرا 1–2. تحت هذا الضغط الكبير قرر مكارثي تقديم استقالته في 5 نوفمبر 2002. في المجمل فإن مكارثي قاد منتخب أيرلندا في 68 مباراة فاز في 29 مباراة وتعادل في 19 مباراة وخسر في 20 مباراة.

### سندرلاند
في 12 مارس 2003 تم تعيينه مديرا فنيا جديدا في نادي سوندرلاند الإنجليزي بديلا عن هوارد ويلكينسون الذي تم عزله بعدما قاد النادي لتحقيق الخسارة في 6 مباريات متتالية في بطولة الدوري الإنجليزي الممتاز مما جعل النادي أبرز المرشحين للهبوط. التعاقد مع مكارثي لم يمنع نادي سوندرلاند من الهبوط. لم يتم توجيه أي لوم باتجاهه ولذلك قرر إعادة بناء النادي واستطاع أن يجعله يتأهل إلى تصفيات الصعود ولكنه خسر في المباراة النهائي من نادي كريستال بالاس بركلات الجزاء الترجيحية. في موسم 2004–2005 استطاع أن يقود نادي سوندرلاند للتتويج ببطولة دوري الدرجة الأولى بعدما جمع 94 نقطة. في الدوري الممتاز لم يستطع مكارثي تعزيز صفوف النادي بلاعبين متميزين ولذلك فهو كان يبتعد بفارق 16 نقطة عن منطقة السلامة من الهبوط ليتم عزله في 6 مارس 2006 وتعيين مواطنه روي كين مكانه.

### وولفرهامبتون واندررز
في 21 يوليو 2006 تم تعيين مكارثي مديرا فنيا لنادي وولفرهامبتون واندررز الذي يشارك في بطولة دوري كرة قدم بدلا من غلين هودل الذي غادر قبلها بأسبوعين. كان النادي يعيش في مستقبل مظلم بسبب بيع الكثير من نجوم النادي المميزين ولذلك قرر مكارثي تدعيم الفريق الأول بلاعبي فريق الشباب وبعض لاعبي الدرجات الدنيا واللاعبين غير المرتبطين بعقود. على الرغم من عدم ترشيح نادي وولفرهامبتون واندررز للصعود إلا أنه قاد النادي للتأهل إلى تصفيات الصعود ولكنه خسر في الدور النصف النهائي من نادي ويست بروميتش ألبيون 2–4 في مجموع مباراتي الذهاب والإياب.
في موسم 2007–2008 احتل النادي المركز السابع بفارق الأهداف عن صاحب المركز السادس واتفورد الذي تأهل إلى تصفيات الصعود. في نهاية هذا الموسم ذكرت تقارير صحفية بأن مكارثي من أبرز المرشحين لتولي تدريب منتخب كوريا الجنوبية وأيرلندا.
في موسم 2008–2009 استطاع أن يحصل على جائزة أفضل مدرب في شهر أغسطس حيث قاد النادي إلى احتلال صدارة الترتيب. بقي النادي قريب من مراكز الصدارة واستطاع أن يحصل على جائزة أفضل مدرب لشهر نوفمبر. في 18 أبريل 2009 استطاع أن يضمن لنادي وولفرهامبتون واندررز الصعود إلى الدوري الممتاز بفوزه على نادي كوينز بارك رينجرز 1–0 على ملعب مولينكس قبل نهاية البطولة بأربع مراحل. في 25 أبريل استطاع أن يضمن المركز الأول بعدما تعادل مع نادي بارنزلي 1–1.

## الإحصائيات

### كلاعب
| أدائه مع النادي | أدائه مع النادي | أدائه مع النادي | الدوري | الدوري             | الكأس          | الكأس          | المجموع | المجموع |
| موسم            | النادي          | الدوري          | الظهور | الأهداف            | الظهور         | الأهداف        | الظهور  | الأهداف |
| إنجلترا         | إنجلترا         | إنجلترا         | الدوري | الدوري             | كأس الاتحاد    | كأس الاتحاد    | المجموع | المجموع |
| --------------- | --------------- | --------------- | ------ | ------------------ | -------------- | -------------- | ------- | ------- |
| 1977–78         | بارنزلي         | الدرجة الرابعة  | 46     | 1                  |                |                |         |         |
| 1978–79         | بارنزلي         | الدرجة الرابعة  | 46     | 2                  |                |                |         |         |
| 1979–80         | بارنزلي         | الدرجة الثالثة  | 44     | 1                  |                |                |         |         |
| 1980–81         | بارنزلي         | الدرجة الثالثة  | 43     | 1                  |                |                |         |         |
| 1981–82         | بارنزلي         | الدرجة الثانية  | 42     | 1                  |                |                |         |         |
| 1982–83         | بارنزلي         | الدرجة الثانية  | 39     | 1                  |                |                |         |         |
| 1983–84         | بارنزلي         | الدرجة الثانية  | 12     | 0                  |                |                |         |         |
| 1983–84         | مانشستر سيتي    | الدرجة الثانية  | 24     | 1                  |                |                |         |         |
| 1984–85         | مانشستر سيتي    | الدرجة الثانية  | 39     | 0                  |                |                |         |         |
| 1985–86         | مانشستر سيتي    | الدرجة الأولى   | 38     | 0                  |                |                |         |         |
| 1986–87         | مانشستر سيتي    | الدرجة الأولى   | 39     | 1                  |                |                |         |         |
| إسكتلندا        | إسكتلندا        | إسكتلندا        | الدوري | الدوري             | Scottish الكأس | Scottish الكأس | المجموع | المجموع |
| 1987–88         | سيلتك           | الممتاز         | 22     | 3                  |                |                |         |         |
| 1988–89         | سيلتك           | الممتاز         | 26     | 5                  |                |                |         |         |
| فرنسا           | فرنسا           | فرنسا           | الدوري | الدوري             | كأس فرنسا      | كأس فرنسا      | المجموع | المجموع |
| 1989–90         | نادي ليون       | الدرجة الأولى   | 10     | 1                  |                |                |         |         |
| إنجلترا         | إنجلترا         | إنجلترا         | الدوري | الدوري             | كأس الاتحاد    | كأس الاتحاد    | المجموع | المجموع |
| 1989–90         | ميلوول          | الدرجة الأولى   | 6      | 0                  |                |                |         |         |
| 1990–91         | ميلوول          | الدرجة الثانية  | 12     | 0                  |                |                |         |         |
| 1991–92         | ميلوول          | الدرجة الثانية  | 17     | 2                  |                |                |         |         |
| المجموع         | إنجلترا         | إنجلترا         | 447    | 11\|\|\|\|\|\|\|\| |                |                |         |         |
| المجموع         | إسكتلندا        | إسكتلندا        | 48     | 8\|\|\|\|\|\|\|\|  |                |                |         |         |
| المجموع         | فرنسا           | فرنسا           | 10     | 1\|\|\|\|\|\|\|\|  |                |                |         |         |
| مجموع مسيرته    | مجموع مسيرته    | مجموع مسيرته    | 505    | 20\|\|\|\|\|\|\|\| |                |                |         |         |

### كمدرب
| الفريق               | البلد           | من            | إلى           | النتائج       | النتائج | النتائج | النتائج | النتائج |
| الفريق               | البلد           | من            | إلى           | عدد المباريات | فوز     | تعادل   | خسارة   | فوز %   |
| -------------------- | --------------- | ------------- | ------------- | ------------- | ------- | ------- | ------- | ------- |
| ميلوول               | إنجلترا         | 18 مارس 1992  | 4 فبراير 1996 | 203           | 74      | 70      | 59      | 036٫45  |
| إيرلندا              | جمهورية أيرلندا | 1 مارس 1996   | 5 نوفمبر 2002 | 48            | 22      | 13      | 13      | 045٫83  |
| سندرلاند             | إنجلترا         | 12 مارس 2003  | 6 مارس 2006   | 147           | 63      | 26      | 58      | 042٫86  |
| وولفرهامبتون واندررز | إنجلترا         | 21 يوليو 2006 | إلى الآن      | 188           | 81      | 47      | 60      | 043٫09  |
| المجموع              | المجموع         | المجموع       | المجموع       | 585           | 240     | 156     | 189     | 041٫03  |

آخر تحديث 20 مارس 2009.

## روابط خارجية
- ميك مكارثي على موقع الاتحاد الدولي (مؤرشف)  (الإنجليزية)
- ميك مكارثي على موقع قاعدة بيانات كرة القدم.إي يو (الإنجليزية)
- ميك مكارثي على موقع ناشيونال فوتبول تيمز (الإنجليزية)
- ميك مكارثي على موقع Soccerbase.com (لاعب) (الإنجليزية)
- ميك مكارثي على موقع Soccerbase.com (مدرب) (الإنجليزية)